# Kinh tế Pakistan
Pakistan là nước đang phát triển, có nền kinh tế tăng trưởng nhanh, đa dạng, gồm các ngành dệt sợi, hóa chất, chế biến thực phẩm, nông nghiệp và một số ngành công nghiệp khác.
Trong những thập kỷ trước, nền kinh tế đã chịu ảnh hưởng của những cuộc biến động, thay đổi về chính trị, dân số tăng nhanh, do sự đối đầu với Ấn Độ. Tuy nhiên, IMF- đã đồng ý với các chính sách của chính phủ, hỗ trợ bởi đầu tư nước ngoài, cho phép nền kinh tế gia nhập với thị trường thế giới, tạo động lực phục hồi kinh tế vĩ mô trong cuối thập kỷ. Nền kinh tế vĩ mô được sắp xếp lại từ năm 2000, nổi bật nhất là việc tư nhân hoá ngành ngân hàng đã giúp đỡ cho nền kinh tế. Tỉ lệ nghèo của Pakistan đã giảm được 10% kể từ năm 2001.
GDP tăng trưởng 6-8% từ năm 2004-06. Trong năm 2005, Ngân hàng thế giới xếp Pakistan là nước đứng đầu trong số các nền kinh tế cải cách ở khu vực và đứng trong top 10 các nền kinh tế cải cách của toàn cầu.
Lạm phát vẫn là mỗi đe doạ lớn nhất đối với nền kinh tế, lạm phát của Pakistan lên đến trên 9% trong năm 2005 và giảm xuống còn 7.9% trong năm 2006. Ngân hàng quốc gia đang theo đuổi chính sách thắt chặt tiền tệ trong khi vẫn cố gắng duy trì sự tăng trưởng kinh tế.